# Buceș (gmina)
Buceș – gmina w Rumunii, w okręgu Hunedoara. Obejmuje miejscowości Buceș, Buceș-Vulcan, Dupăpiatră, Grohoțele, Mihăileni, Stănija i Tarnița. W 2011 roku liczyła 1961 mieszkańców.